# برنجق
برنجق یکی از روستاهای استان آذربایجان شرقی است که در دهستان تیرچایی بخش کندوان شهرستان میانه واقع شده‌است.